# Европско првенство у атлетици у дворани 1971 — 800 метара за мушкарце
Такмичење у дисциплини трка на 800 метара у мушкој конкуренцији на другом Европском првенству у атлетици у дворани 1971. одржано је у Фестивалској дворани у Софији 13. марта квалификације и 14. марта финале.
Титулу освојену у Бечу 1970. одбранио је Јевгениј Аржанов из Совјетског Савеза.

## Земље учеснице
Учествовало је 12 такмичара из 10 земаља.
1. Белгија (1)
2. Бугарска (2)
3. Грчка (1)
4. Пољска (1)
5. Совјетски Савез (1)
6. СФРЈ (1)
7. Турска (1)
8. Уједињено Краљевство (2)
9. Чехословачка (1)
10. Шпанија (1)

## Рекорди
Извор:
| Рекорди пре почетка Европског првенства у дворани 1971.     | Рекорди пре почетка Европског првенства у дворани 1971. | Рекорди пре почетка Европског првенства у дворани 1971. | Рекорди пре почетка Европског првенства у дворани 1971. | Рекорди пре почетка Европског првенства у дворани 1971. | Рекорди пре почетка Европског првенства у дворани 1971. |
| ----------------------------------------------------------- | ------------------------------------------------------- | ------------------------------------------------------- | ------------------------------------------------------- | ------------------------------------------------------- | ------------------------------------------------------- |
| Светски рекорд                                              | Дитер Фром                                              | Источна Немачка                                         | 1:46,6                                                  | Београд, Југославија                                    | 8. март 1969.                                           |
| Европски рекорд у дворани                                   | Дитер Фром                                              | Источна Немачка                                         | 1:46,6                                                  | Београд, Југославија                                    | 8. март 1969.                                           |
| Рекорди европских првенстава                                | Јевгениј Аржанов                                        | Совјетски Савез                                         | 1:51,0                                                  | Беч, Аустрија                                           | 15. март 1970.                                          |
| Рекорди после завршеног Европског првенства у дворани 1971. |                                                         |                                                         |                                                         |                                                         |                                                         |
| Рекорди европских првенстава                                | Јевгениј Аржанов                                        | Совјетски Савез                                         | 1:48,7                                                  | Софија, Бугарска                                        | 14. март 1971.                                          |

## Освајачи медаља
|                                  |                               |                      |
| Јевгениј Аржанов Совјетски Савез | Фил Луис Уједињено Краљевство | Анджеј Купчик Пољска |

## Резултати

### Квалификације
У квалификацијама такмичари су били подељени у три групе:1. са три такмичара, 2. четири и 3. са пет такмичара. У шест места у финалу су се квалификовапа по двојица првопласираних из све три групе (КВ).
| Позиција | Група | Атлетичар         | Националност         | Време  | Белешка |
| -------- | ----- | ----------------- | -------------------- | ------ | ------- |
| 1.       | 1     | Џон Дејвис        | Уједињено Краљевство | 1:51,8 | КВ      |
| 2.       | 1     | Петар Кјатовски   | Бугарска             | 1:51,9 | КВ      |
| 3.       | 1     | Славко Копривица  | Југославија          | 1:52,5 |         |
| 4.       | 2     | Антонио Фернандез | Шпанија              | 1:54,0 | КВ      |
| 5.       | 3     | Јевгениј Аржанов  | Совјетски Савез      | 1:54,1 | КВ      |
| 6.       | 2     | Фил Луис          | Уједињено Краљевство | 1:54,3 | КВ      |
| 7.       | 3     | Анджеј Купчик     | Пољска               | 1:54,3 | КВ      |
| 8.       | 2     | Атанас Атанасов   | Бугарска             | 1:54,4 |         |
| 9.       | 1     | Јан Сисовски      | Чехословачка         | 1:54,7 |         |
| 10.      | 2     | Ерик Рејгарт      | Белгија              | 1:56,5 |         |
| 11.      | 2     | Ставрос Мермингис | Грчка                | 1:57,8 |         |
| 12.      | 2     | Али Ерте          | Турска               | 1:58,0 |         |

### Финале
Извор:
| Пласман | Атлетичар         | Земља                | Резултат | Белешка |
| ------- | ----------------- | -------------------- | -------- | ------- |
|         | Јевгениј Аржанов  | Совјетски Савез      | 1:48,7   | РЕПд    |
|         | Фил Луис          | Уједињено Краљевство | 1:55,5   |         |
|         | Анджеј Купчик     | Пољска               | 1:50,5   |         |
| 4.      | Џон Дејвис        | Уједињено Краљевство | 1:51,1   |         |
| 5.      | Петар Кјатовски   | Бугарска             | 1:51,9   |         |
| 6.      | Антонио Фернандез | Шпанија              | 1:52,7   |         |

## Укупни биланс медаља у трци на 800 метара за мушкарце после 2. Европског првенства у дворани 1970—1971.
|    | Земља                |   |   |   |   |
| -- | -------------------- | - | - | - | - |
| 1. | Совјетски Савез      | 2 | 0 | 0 | 2 |
| 2. | Шпанија              | 0 | 1 | 0 | 1 |
| 2. | Уједињено Краљевство | 0 | 1 | 0 | 1 |
| 4. | Југославија          | 0 | 0 | 1 | 1 |
| 4. | Пољска               | 0 | 0 | 1 | 1 |
|    | Укупно {5}           | 2 | 2 | 2 | 6 |

|    | Атлетичар        | Земља           |   |   |   |   |
| 1. | Јевгениј Аржанов | Совјетски Савез | 2 | 0 | 0 | 2 |
| -- | ---------------- | --------------- | - | - | - | - |